# Olympia Bianca Norrid-Mortensen
Olympia Bianca Norrid-Mortensen (født 20. marts 2005 i Hornbæk) er en cykelrytter fra Danmark, der kører for Torelli-AppMazed-GSG. Hun deltager i mountainbike, cykelcross og landevejscykling.

## Karriere
Norrid-Mortensen begyndte i 2016 at cykle hos 3060 MTB i Espergærde. Efter et par år skiftede hun til Holte MTB Klub.
Ved DM i cykelcross 2022 vandt hun bronze i elitedamernes løb. I juni 2022 blev hun dansk juniormester i enkeltstart. To dage efter vandt hun sølvmedalje ved juniorkvindernes DM i mountainbike.
Ugen efter Danmarksmesterskaberne i Aalborg skulle Olympia Norrid-Mortensen deltage ved EM i mountainbike XCO i Portugal. Hun gennemførte ikke løbet.
Fra starten af 2024-sæsonen skiftede hun til det nyetablerede DCU Elite Team, Team Sydbank BACH Advokater, hvor hun skulle køre sin første sæson som seniorrytter.